# Associazione delle università del Commonwealth
L'Associazione delle università del Commonwealth (Association of Commonwealth Universities, ACU) è un gruppo di oltre 480 università dei paesi del Commonwealth.

## Storia
Nel 1912, l'Università di Londra convocò 53 rappresentanti di varie università londinesi per un congresso delle università dell'impero. Venne deciso di creare un "ufficio di informazioni", gestito da un comitato rappresentante università in patria e all'estero. L'ufficio aprì nel 1913 con il nome di Universities Bureau of the British Empire. Nel 1948 il nome venne cambiato in Association of Universities of the British Commonwealth, e nel 1963 il nome venne cambiato in quello attuale.